# RWD–1
Az RWD–1 lengyel sportrepülőgép volt, melyet 1928-ban tervezett és épített az RWD tervezőcsoport. Csak egy példány készült belőle, melyet később szétbontottak.

## Története
A Varsói Műszaki Egyetem Stanisław Rogalski, Stanisław Wigura és Jerzy Drzewiecki alkotta diákcsoportja 1927–1928-ban tervezte meg első közös repülőgépét, melyet a nevük kezdőbetűi után RWD–1 jelzéssel láttak el. 1928-ban a Varsói Műszaki Egyetem Gépész Diákköre (KMSPW) repülési csoportjának a műhelyében elkészítettek egy statikai vizsgálatokra szolgáló példányt, valamint megépítettek egy prototípust. A prototípus elkészítését a Lengyel Légoltalmi és Vegyvédelmi Szövetség (LOPP) anyagilag támogatta. A géppel 1928 szeptemberében  hajtotta végre az első felszállást az egyik tervező, Jerzy Drzewiecki Varsóban, a motokówi repülőtéren.
A géppel 1928. október 29. – november 1. között Zbigniew Babiński részt vett a lengyelországi kisrepülőgépek II. országos versenyén, de azt motorhiba miatt nem tudta befejezni. A következő évben a gép SP-ACC lajstromjelet kapott. 1929 tavaszán részt vettek a géppel egy Lengyelország körüli repülőtúrán.
1929–1930 telén a hangárban tárolt gép szárnyának főtartóját szétrágták az egerek. A használhatatlanná vált gépet ezért szétbontották. Habár az RWD–1 rövid életű volt, de az ott alkalmazott aerodinamikai elrendezést és a kidolgozott műszaki megoldásokat továbbvitték az RWD–2, RWD–3, RWD–4 és RWD–7 repülőgépek, melyek az RWD–1-gyel egy sorozatot alkottak.

## Jellemzői
Faépítésű, felsőszárnyas kialakítású kétszemélyes sportrepülőgép, amely elrendezésében a Messerschmitt M17 konstrukcióját követi.
A  szabadonhordó szárnyak trapéz alakúak, egyrészes, egy darab átmenő főtartóval és segédtartóval. A szárny borítása a főtartó előtt rétegeslemezből készült, a főtartó után vászonborítású.
A törzs lapos, halszerű alakkal készült, amely jó aerodinamikai tulajdonságokat (kis légellenállást) biztosított. A törzs alul négyzetes keresztmetszetű, felül ívesen keskenyedő keresztmetszetű, teljes egészében rétegeslemez borítású. A kedvező aerodinamikai kialakítás jó, 12-es siklószámot eredményezett. A pilótafülke kialakítása szokatlan, a törzs elkeskenyedő részében kivágásokkal rendelkezett. Ez előre korlátozta a látást, de az elkeskenyedő törzs-felsőrész miatt ez még megfelelőnek bizonyult. Az elkeskenyedő törzs-felsőrészhez csatlakozott a szárny. A vezérsíkok szintén rétegeslemez borításúak, a kormányfelületek vászonborításúak. A törzs orr-részébe építették a brit gyártmányú, kéthengeres, léghűtéses benzinüzemű ABC Scorpion II típusú boxermotort. Futóműve hárompontos, hátul farokcsúszóval.

## Műszaki adatok

### Geometriai méretek és tömegadatok
- Fesztáv: 9,8 m
- Hossz: 6 m
- Magasság: 1,7 m
- Szárnyfelület: 13,6 m²
- Üres tömeg: 206 kg
- Hasznos tömeg: 211 kg
- Felszálló tömeg: 417 kg

### Motor
- Száma: 1 db
- Típusa: ABC Scorpion II kéthengeres, léghűtéses, benzinüzemű boxermotor
- Maximális teljesítmény: 25 kW (34 LE)

### Repülési jellemzők
- Legnagyobb sebesség: 135 km/h
- Utazósebesség: 115 km/h
- Minimális sebesség: 65 km/h
- Emelkedőképesség: 1,8 m/s
- Legnagyobb repülési magasság: 1950 m
- Hatótávolság: 500 km
- Felszállási úthossz: 100 m
- Üzemanyag-fogyasztás: 9 l/h

## Hasonló repülőgépek
- Messerschmitt M17